# Samuel Austin Allibone
Samuel Austin Allibone (Filadélfia, 17 de abril de 1816 – Lucerna, 2 de setembro de 1889) foi um escritor e bibliógrafo americano.

## Biografia
Allibone nasceu em Filadélfia, Pensilvânia, de ancestrais huguenotes franceses e quaker. Teve uma educação privada e, durante muitos anos esteve envolvido em negócios mercantis em sua cidade natal. Contudo, se dedicou principalmente à leitura e à pesquisa bibliográfica. Adquiriu um conhecimento incomum de inglês e literatura norte-americana, e é lembrado como o compilador do famoso Critical Dictionary of English Literature and British and American Authors (3 volumes). O Dicionário Crítico foi projetado por George William Childs, proprietário da Public Ledger da Filadélfia, e custou mais de 60 000 dólares. É composto de um índice alfabético de mais de 46 mil autores. O terceiro volume inclui 40 listas classificadas por tipos de autores. Dois volumes suplementares, editados por John Foster Kirk, foram adicionados em 1891.
Allibone foi membro da Igreja Protestante Episcopal. Em 1872 foi criticado pelo Catholic World, um periódico fundado pelo padre paulista Isaac Thomas Hecker em abril de 1865, por sua suposta deslealdade para com os católicos, especialmente em relação à literatura sobre Maria, a Rainha dos Escoceses.
De 1867 a 1873, e novamente em 1877-1879, Allibone foi editor de livro e secretário correspondente da União Americana de Escolas Dominicais, e de 1879 a 1888 foi bibliotecário da Biblioteca Lenox em Nova Iorque. Morreu em Lucerna, na Suíça, em 1889. Além de seu Dicionário Crítico, publicou três grandes antologias e diversos panfletos religiosos. Contribuiu para a North American Review, a Evangelical Review e outros periódicos. Os índices das Orations and Speeches (1850-1859) de Edward Everett, e de Life and Letters (1861-1864) de Washington Irving foram escritos por ele.
O irmão de Samuel, Thomas Allibone (1809-1876), foi membro sênior da companhia de transporte marítimo da família, Thomas Allibone & Co.. Thomas Allibone foi também presidente do Banco da Pensilvânia no momento de sua falência em setembro de 1857.

## Trabalhos publicados
- A Review by a Layman of a Work entitled 'New Themes for the Protestant Clergy', 1852
- 'New Themes' Condemned, 1853
- Explanatory Questions on the Gospels and the Acts, 1869
- A Critical Dictionary of English Literature and British and American Authors, 3 vols (1858, 1871)
- Alphabetical Index to the New Testament, 1869.
- Union Bible Companion, 1871 (com a primeira parte publicada separadamente sob o título The Divine Origin of the Holy Scriptures)
- Poetical Quotations from Chaucer to Tennyson, 1873.  Este trabalho contém 13.600 passagens de 550 autores, classificadas sobre 435 temas.
- Prose Quotations from Socrates to Macaulay, 1875.  Este trabalho contém 8.810 citações, contendo os nomes de 544 autores e 571 temas
- Great Authors of All Ages, 1879